# Santa Cruz, Arizona
Santa Cruz je naseljeno područje za statističke svrhe u američkoj saveznoj državi Arizona. Prema popisu stanovništva iz 2010. u njemu je živjelo 37 stanovnika.